# Idaea jalapata
Idaea jalapata är en fjärilsart som beskrevs av William Schaus 1901. Idaea jalapata ingår i släktet Idaea och familjen mätare. Inga underarter finns listade i Catalogue of Life.